# 宾加拉峡谷 (新南威尔士州)
宾加拉峡谷（英語：Bingara Gorge）是澳大利亚新南威尔士州的威尔顿的富人区，属卧龙迪利郡，麦克阿瑟地区，由联实集团开发。根据联实提供的信息，宾加拉峡谷占地450公顷，可容纳1165套住宅，供3500人居住。截至2017年1月，其仅含居住设施，其中包括健身房，高尔夫商店，2个网球场，1个游乐区和3个游泳池。 据称该项目将于2020年完成。

## 索引来源
1. ↑  .   [2010-02-27]. （原始内容存档于2010-01-25）.
2. ↑  .   [2018-07-27]. （原始内容存档于2018-03-08）.